# Santa Cruz Naranjo
Santa Cruz Naranjo es un municipio del departamento de Santa Rosa en el sur de Guatemala. Tiene una extensión territorial de 57,9 km².
El municipio de Santa Cruz Naranjo tiene una cabecera municipal con el mismo nombre, 9 aldeas, 22 caseríos, y 4 fincas.

## Gobierno municipal
Los municipios se encuentran regulados en diversas leyes de la República, que establecen su forma de organización, lo relativo a la conformación de sus órganos administrativos, tributos destinados para los mismos; esta legislación se encuentra dispersa en diversos niveles.  Ahora bien, que exista legislación específica para los municipios no significa que a estos no les sean aplicables las normas contenidas en otros cuerpos normativos, pues aunque se trata de entidades autónomas, las mismas se encuentran sujetas, al igual que todas las entidades de tal naturaleza, a la legislación nacional.
Específicamente, las principales leyes que rigen a los municipios en Guatemala desde 1985 son:
| N.º | Ley                                                | Descripción |
| --- | -------------------------------------------------- | --- |
| 1   | Constitución Política de la República de Guatemala | Le son aplicables diversos artículos generales de la misma, y además tiene una regulación legal específica en los artículos 253 al 262, que constituyen su base constitucional.                                                                                            |
| 2   | Ley Electoral y de Partidos Políticos              | Ley de carácter constitucional creada por la Asamblea Nacional Constituyente que aplicable a los municipios en diversos aspectos pero fundamentalmente en el tema de la conformación de sus autoridades electas, puesto que regula la manera en que se eligen y conforman. |
| 3   | Código Municipal                                   | Decreto 12-2002 del Congreso de la República de Guatemala. Tiene la categoría de ley ordinaria y contiene preceptos generales aplicables a todos los municipios, e inclusive contiene legislación referente a la creación de los municipios.                               |
| 4   | Ley de Servicio Municipal                          | Decreto 1-87 del Congreso de la República de Guatemala. Regula las relaciones entra la municipalidad y los servidores públicos en materia laboral. Tiene su base constitucional en el artículo 262 de la constitución que ordena la emisión de la misma.                   |
| 5   | Ley General de Descentralización                   | Decreto 14-2002 del Congreso de la República de Guatemala. Regula el deber constitucional del Estado, y por ende del municipio, de promover y aplicar la descentralización y desconcentración económica y administrativa.                                                  |

El gobierno de los municipios de Guatemala está a cargo de un Concejo Municipal, de conformidad con el artículo 254 de la Constitución Política de la República de Guatemala, que establece que «el gobierno municipal será ejercido por un concejo municipal». A su vez, el código municipal —que tiene carácter de ley ordinaria y contiene disposiciones que se aplican a todos los municipios de Guatemala— establece en su artículo 9 que «el concejo municipal es el órgano colegiado superior de deliberación y de decisión de los asuntos municipales […] y tiene su sede en la circunscripción de la cabecera municipal». Por último, el artículo 33 del mencionado código establece que «[le] corresponde con exclusividad al concejo municipal el ejercicio del gobierno del municipio».
El concejo municipal se integra de conformidad con lo que establece la Constitución en su artículo 254, es decir «se integra con el alcalde, los síndicos y concejales, electos directamente por sufragio universal y secreto para un período de cuatro años, pudiendo ser reelectos». Al respecto, el código municipal en el artículo 9 establece «que se integra por el alcalde, los síndicos y los concejales, todos electos directa y popularmente en cada municipio de conformidad con la ley de la materia».
Los alcaldes que ha habido en el municipio son:
- 2000-2012: Margarito Mejía
- 2012-2020: José Ángel Lechuga[5]
- 2020-2024: Salvador Rodríguez
- 2024-2028: Iván Morales

## Historia
La aldea Santa Cruz Naranjo pertenecía al municipio de Santa Rosa (luego nombrado «Santa Rosa de Lima»), hasta que por acuerdo gubernativo del gobierno del licenciado Manuel Estrada Cabrera del 2 de junio de 1910 fue elevada a categoría de municipio: 
| Vista la solicitud presentada por las autoridades y vecinos de la aldea de Santa Cruz Naranjo, del departamento de Santa Rosa, contraída a que se le erija en municipio independiente de Santa Rosa; y resultando que se han cumplido los trámites legales en el expediente respectivo, reuniéndose las condiciones requeridas para dictar resolución de conformidad, Por Tanto, El Presidente Constitucional de la República, Acuerda: Que se establezca el nuevo municipio con la jurisdicción que sigue: Santa Cruz Naranjo, Trapichito, Brito, Potrerillos, Teocinte, Carrizal y Pitillo. La Jefatura Política departamental dictará las disposiciones consiguientes al cumplimiento de este acuerdo. Comuníquese Manuel Estrada Cabrera —Tomado de El Guatemalteco del 2 de junio de 1910 |

En julio de 1973 se inauguró la carretera que parte de la CA-1 en Barberena, para enlazar las cabeceras municipales de Casillas y Santa Cruz Naranjo, con una longitud total de 30.7 km.

## Economía
La principal riqueza lo constituye sus valiosas fincas de café. También se producen regulares cantidades de maíz, frijol y manía.

## Tradiciones
La fiesta titular, de la Santa Cruz, se celebrada del 1º al 4 de mayo, siendo el 3 de mayo el día en el que se conmemora en la Iglesia el hallazgo de la Santa Cruz en Jerusalén por Santa Elena.
La parroquia de Nueva Santa Rosa fue desmembrada el 2 de julio de 1961 para erigir en los municipios Santa Cruz Naranjo, Casillas, San Rafael Las Flores y Nueva Santa Rosa. Está considerada como parroquia extraurbana de la arquidiócesis.